# Boscotrecase
Boscotrecase (AFI: [bɔskotreˈkase]; Vuoschetreccàse in napoletano) è un comune italiano di 9 829 abitanti della città metropolitana di Napoli in Campania.
Appartenente al Parco nazionale del Vesuvio, gode di una vista sull'intero golfo di Napoli. L'area a monte della zona urbana (lì dove il terreno non è coltivato a vigneti dai quali si produce il celebre Lacryma Christi) è caratterizzata da pini marittimi, fichi d'India, ginestre e numerosi tipi di orchidee e di epiphyllum che crescono tra pietre laviche di colore grigiastro. È famosa per la produzione di vini, di botti e per la lavorazione della pietra lavica.

## Storia

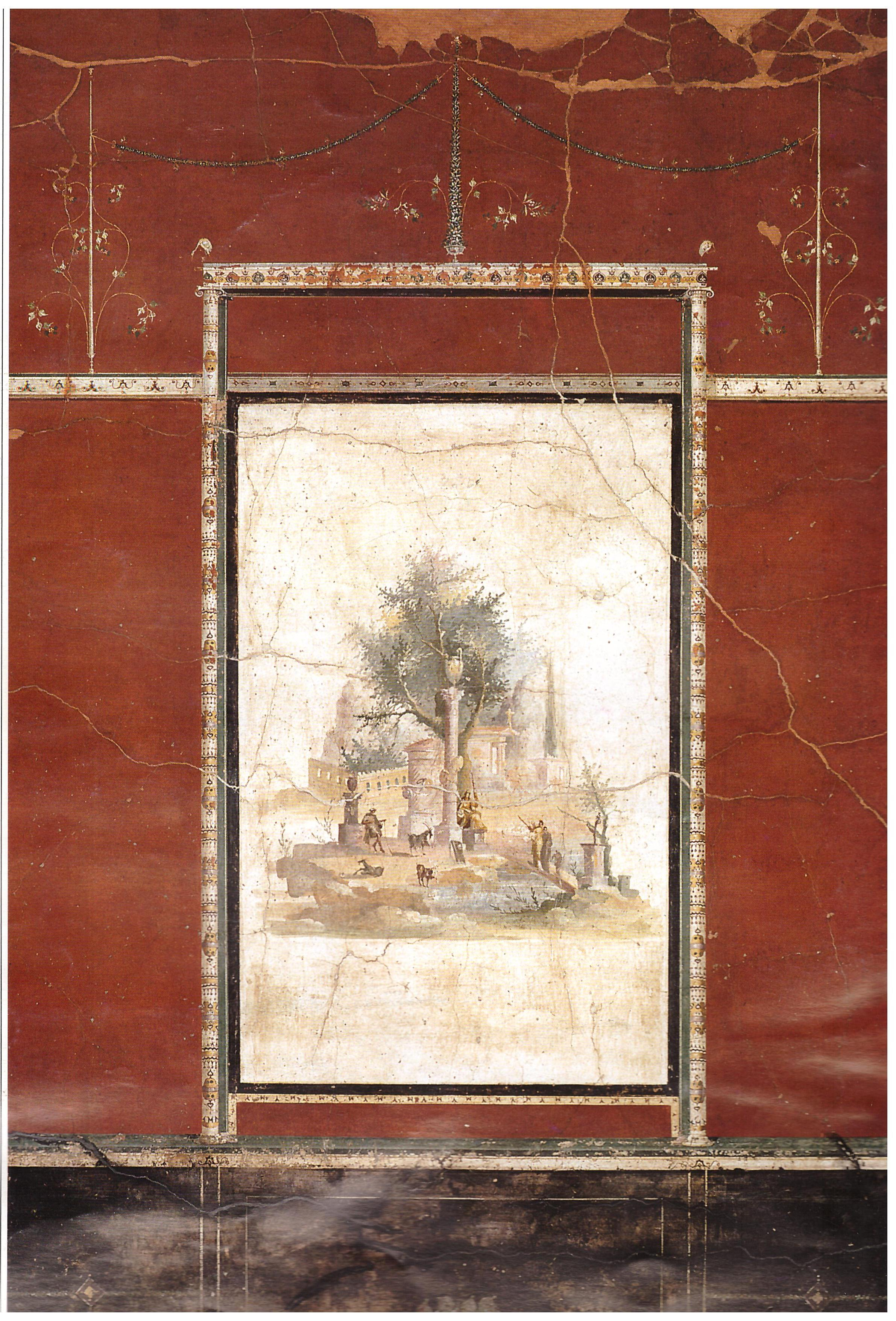
Affresco del III stile pompeiano della Villa Agrippa Postumo.

### Epoca romana
L'intera area boschese in epoca romana prese il nome di Pagus Felix Suburbanus in onore di Lucio Cornelio Silla che si chiamava Felix. Sotto Augusto invece si chiamò Pagus Augustus Felix Suburbanus. La tranquillità e l'amenità della periferia pompeiana fu dunque motivo di costruzione di diverse ville di otium. Importantissima fu la scoperta archeologica nel 1903 della villa di Agrippa Postumo, il quale era figlio di Agrippa e Giulia (figlia dell'imperatore Augusto). Purtroppo però i lavori furono interrotti dall'eruzione del 1906 che riseppellì gran parte della villa. Numerosi furono gli affreschi del terzo stile pompeiano salvati dagli archeologi e oggi conservati al Museo archeologico nazionale di Napoli e al Metropolitan Museum di New York. Nel 1770 e nel '74 la scoperta di alcune monete d'oro e d'argento e alcune statue bronzee, oggi conservate al Real Museo di Portici. Ancora nel 1899 una villa rustica appartenuta ad un certo L. Arelli Successi, alcune tombe e lampade cristiane, resti di un acquedotto nel 1918, e, nel 1928, una cella vinaria il cui dolio reca la scritta Barniu Erotis.

### Il Medioevo
A seguito dell'eruzione del 79 d.C. il territorio fu per lungo tempo abbandonato. Un folto bosco dal Vesuvio arrivava fino al mare e per questo motivo venne denominato Silva mala. Intorno all'anno Mille abbiamo informazioni di una chiesetta dedicata a San Gennaro (S. Januarii in Sylva) che all'epoca faceva parte del feudo del barone di Ottaviano e che probabilmente ne era stato il fondatore. Federico II di Svevia nella prima metà del 1200, volendolo usare come riserva personale di caccia, staccò dal territorio feudale di quel potente barone allocato nel Castello di Ottaviano una vasta area territoriale che comprendeva quella Chiesa. Poi ancora quel territorio ritornò in possesso del barone di Ottaviano. Ma Roberto d'Angiò, circa un secolo dopo (28 marzo del 1337), di nuovo staccò questo territorio dal feudo ottajanese. Però stavolta non per utilizzarlo come riserva personale di caccia ma per donarlo ai tre monasteri femminili di Santa Chiara, Santa Maria Egiziaca e santa Maria Maddalena che erano stati fondati da sua moglie Sancia d'Aragona. A Roberto d'Angiò successe Giovanna I la quale confermò la concessione del nonno. Per questo motivo il territorio prese il nome di Bosci Trium Domorum: Bosco delle Tre Case Religiose, che nel tempo muterà poi in Boscotrecase. Tra il XIV e il XV secolo in tutta l'area vesuviana furono costruite diverse torri di guardia ad opera di Raimondo Orsini, conte di Nola, poiché questi voleva difendere il territorio concessogli da Giovanna II dalle incursioni dei pirati. A questo periodo risale la Torretta, che, scongiurata nei secoli dalle eruzioni del Vesuvio e dai fenomeni sismici, è una delle pochissime costruzioni medievali ancora esistenti nella città metropolitana di Napoli.

### Età Moderna

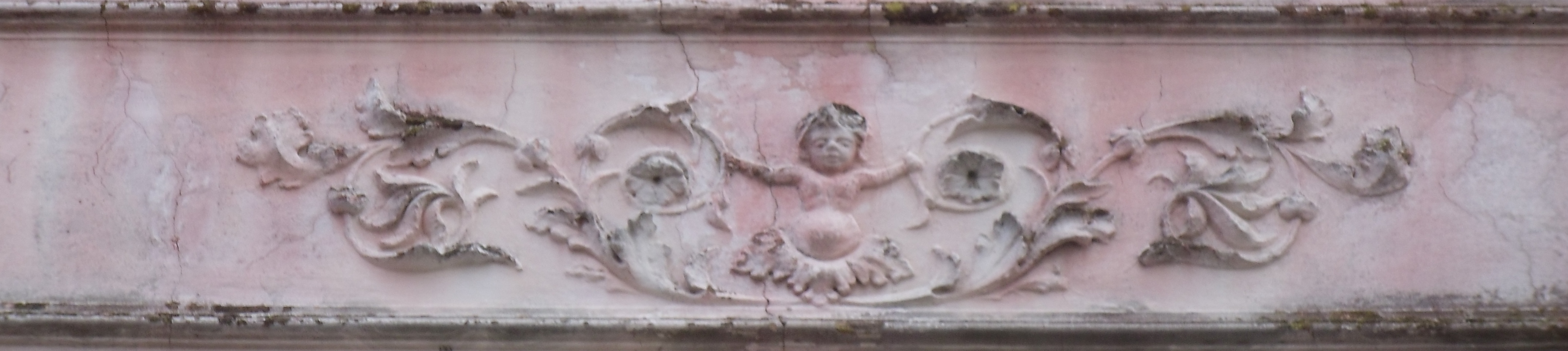
Particolare della facciata di Palazzo Balzani.

Nei due secoli successivi la popolazione del Bosci aumentò fortemente e nacquero i primi quartieri: Oratorio e Annunziatella. Il primo prende il nome da un antico oratorio festivo dedicato alla Natività della Beata Vergine Maria (che dal 1780 prese il nome di Congrega dell'Immacolata Concezione). Il secondo invece da una cappella dedicata all'Annunciazione che fu poi eretta a parrocchia nel 1668 con il titolo di Ave Gratia Plena. La chiesa sarà retta dai Celestini fino al 1807.
Filippo III di Spagna cedette il casato di Boscotrecase a Marco Antonio Jodice di Genova poiché gli era debitore di una grande somma di denaro. Infine il Viceré Conte di Lemos lo cedette a Giovanni Piccolomini, figlio di Alfonso d'Aragona.
Nel 1600 la popolazione boschese superò i 7 000 abitanti: la chiesa parrocchiale di Trecase e Santa Maria Salome di Boscoreale non potevano ospitare una tale moltitudine di fedeli. Alla luce di ciò i cittadini spinsero i funzionari dell'Università (Comune) di Boscotrecase a richiedere alla Curia Arcivescovile di Napoli la costruzione di 3 nuove chiese: la Chiesa di Sant'Anna nel quartiere Oratorio, l'Ave Gratia Plena (L'Annunziatella) e quella dello Spirito Santo nel quartiere Terra Vecchia (oggi Torre Annunziata). La richiesta fu accolta positivamente dal Cardinale Innico Caracciolo (1607-1685). Fu così che il 19 gennaio dell'anno seguente l'Università di Boscotrecase, con atto notarile, stabilì le rendite annue per i parroci e l'amministrazione delle tre nuove parrocchie. Il parroco di Sant'Anna riceveva 62 ducati l'anno, quello dell'Annunziatella 59 e quello dello Spirito Santo 72. Inoltre non mancavano le copiose offerte dei nobili del paese, che permisero alle tre parrocchie di ingrandirsi e abbellirsi nel corso degli anni. Soltanto l'Annunziatella era indipendente dall'Università, il parroco, infatti, veniva mandato direttamente dalla Curia di Napoli. Nel 1696 sorse una lite tra i tre monasteri di Napoli, proprietari del territorio della Silva mala, per quanto riguardava i confini della proprietà. Il Cardinale di Napoli Giacomo Cantelmo decise di incaricare l'architetto e il perito del Sacro Regio Consiglio di Santa Chiara per ristabilire i confini della Silva mala secondo i documenti angioini del 1337.
Il Settecento fu per Bosco un secolo d'oro nonostante la costante attività vulcanica del Vesuvio. La popolazione superò i 10 000 abitanti, si svilupparono l'agricoltura, le industrie e l'economia. Dopo l'agricoltura, la maggiore fonte di guadagno era l'artigianato. Dalla pietra vesuviana si ricavavano i lastroni che pavimentavano le strade del paese e quelle delle città più importanti del Regno di Napoli, si scolpivano davanzali, soglie, portali e sculture che ornavano suoli pubblici e ville aristocratiche. Gli scalpellini boschesi erano richiesti in tutto il Regno per la lavorazione della pietra. Un altro importante fattore dell'artigianato era (ed è) la produzione di botti. Per quanto riguarda l'agricoltura la maggior parte dei campi erano coltivati a vigneto e a frutteto. Grazie a questa ricchezza si provvide all'ampliamento delle due chiese parrocchiali. L'Annunziatella fu ingrandita e abbellita con altari in pregiati marmi policromi e numerose tele. L'Università provvide anche all'ampliamento della parrocchia di Sant'Anna. Nacquero due confraternite laicali nelle due parrocchie, rispettivamente quella del Rosario e quella dell'Immacolata Concezione. Nel 1774 viene costruita anche la Cappella di San Gennaro dalla famiglia Vitelli, una delle famiglie più potenti del vesuviano. Numerosi palazzi dal gusto neoclassico vengono costruiti lungo le strade principali della cittadina, tra i più grandi e importanti ricordiamo Palazzo Collaro, Palazzo Monticelli e Villa Rota.

### Età Contemporanea
Per un decreto legge del 3 febbraio 1807 (con Giuseppe Bonaparte, re di Napoli), furono soppressi tutti gli ordini religiosi non mendicanti e fu per questo motivo che i padri Celestini abbandonarono la chiesa dell'Annunziatella.
Nel 1810 il quartiere Terra Vecchia venne annesso al comune di Torre Annunziata. Nello stesso periodo cessò il dominio feudale e Gioacchino Murat sottrasse l'intera area boschese ai tre monasteri di Napoli. Le terre saranno frazionate a vendute a diverse famiglie.
La Boscotrecase post-unitaria vide nascere un movimento di briganti con a capo il temutissimo brigante Antonio Cozzolino detto Pilone. Nella località denominata ancora oggi le Ciramelle, fuori dal centro abitato, il Pilone aveva il suo quartier generale. Alcuni eventi ebbero luogo al centro del paese come per esempio quello in cui la banda di briganti assalì la carrozza del direttore del Banco di Napoli il Marchese Avitabile estorcendogli una somma di denaro pari a circa 20000 ducati.
L'Ottocento vide subentrare nell'economia del paese un nuovo fattore: il turismo. L'ingegnere Gennaro Matrone progettò una strada che avrebbe portato fino al cratere del vulcano, la Strada Matrone fu inaugurata nel 1894. L'inaugurazione della strada permise l'apertura di numerosi alberghi, ristoranti e campeggi, mentre il popolo si guadagnava da vivere portando i turisti in calesse fino a dove la strada lo permetteva. V'era anche chi, con una sorta di portantina, portava i visitatori a spalla fino al cono del Vesuvio.
Nel 1905 fu inaugurata la linea ferroviaria Torre Annunziata-Poggiomarino. La stazione venne collocata nei pressi di via Garibaldi, venne spostata in seguito all'eruzione del 1906 in Piazza Matteotti.

La chiesa di Sant'Anna circondata dalla lava.

### L'eruzione del 1906
Non vi è penna che possa descrivere l'aspetto del monte, non fantasia di poeta che possa immaginare il grandioso e terrificante spettacolo, che si offre allo sguardo dello spettatore…
(G. Gargiulo, Il Vesuvio attraverso i secoli e l'eruzione del 7-8 aprile 1906)

Il XX secolo si presentò ai boschesi non nel migliore dei modi. Dopo un decennio di momentaneo riposo, sul finire del mese di marzo cominciarono i primi segni di quella che sarebbe stata una delle eruzioni più catastrofiche della storia. La mattina del 6 aprile il Vesuvio entra in fase parossistica, inoltre si aprirono diverse bocche eruttive. La lava arrivò a monte del paese e si divise in due grandi fiumi di fuoco, uno si diresse verso il quartiere Oratorio, l'altro verso il quartiere Casavitelli. Questo fu salvo poiché la lava s'inoltrò in una grande vallata presente immediatamente sotto il centro abitato (chiamato Vallone Izzo) e si arrestò. In questo modo fu scongiurato l'intero quartiere Annunziatella. Per tutta la notte e la mattinata seguente la lava, invece, avanzò verso il rione Oratorio. Anche qui si arrestò in una cava di pietra lavica verso mezzogiorno.

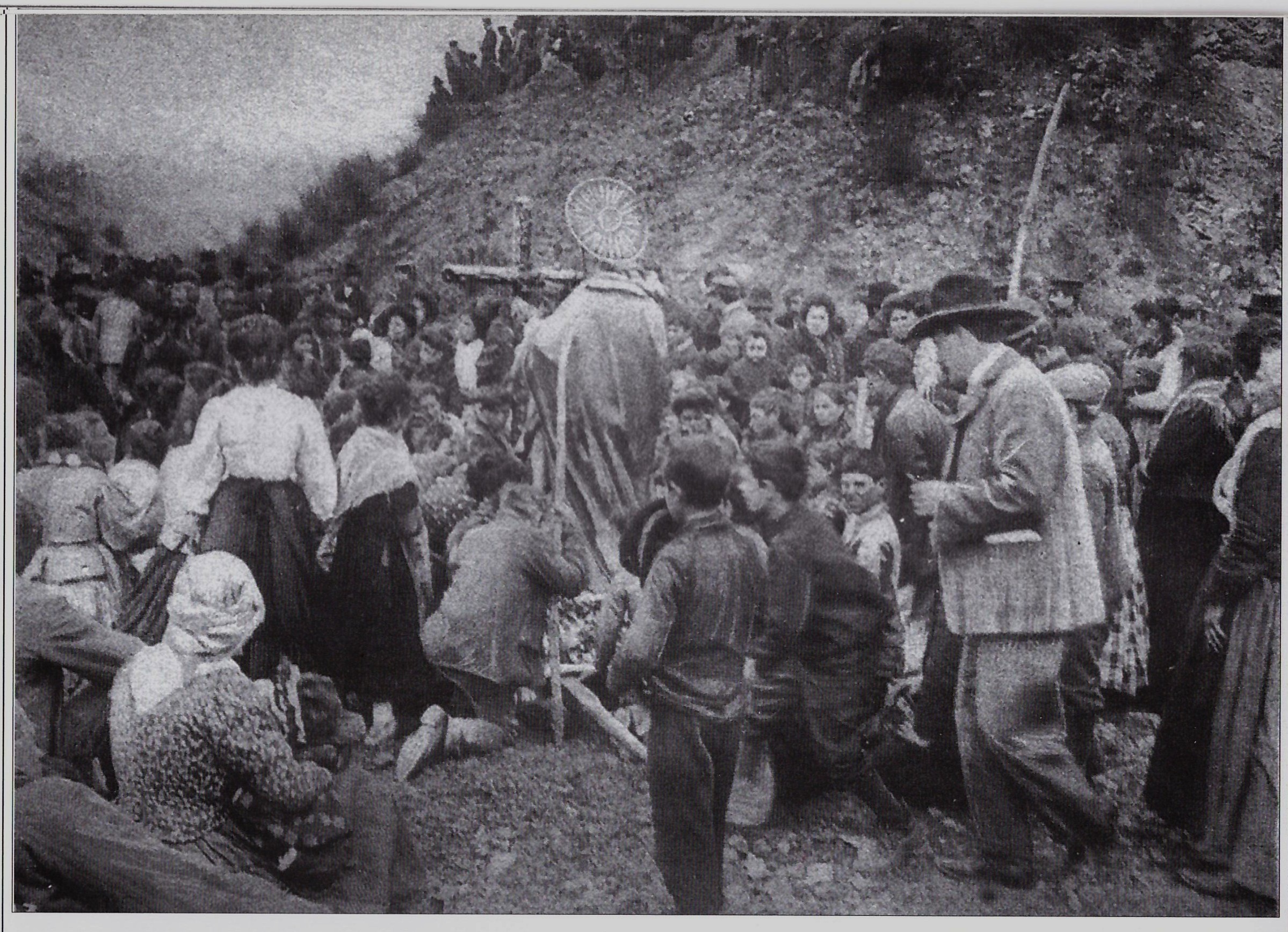
La processione di Sant'Anna del 7 aprile 1906.

Il popolo in una lunga processione portò incontro al fiume di fuoco la statua di Sant'Anna. Il disperato corteo viene così descritto da Matilde Serao in Sterminator Vesevo: «Un canto liturgico ecco, giunge fino a noi, a un crocicchio di via: silenzio universale nella densissima folla. Una rozza croce di legno appare: e dietro, fluttua sulla gente, un'antica statua, Sant'Anna, la patrona di Boscotrecase, Sant'Anna, la Madre della Madonna, Sant'Anna […]. Ondeggia sulle teste la statua mirabile. Da ieri è stata condotta fuori dalla chiesa dell'Oratorio che la custodisce, fuori Boscotrecase, verso la lava: ed è restata lì, nel punto più avanzato, ove l'orrido flagello della lava si appressava, dirigendosi sovra Boscotrecase. Stamane, alle dieci, la prima lava si è fermata, a dieci metri dalla statua di Sant'Anna […]. Ma Boscotrecase è salva. Così, Sant'Anna, portata in vittoriosa processione di ritorno rientra in Boscotrecase». Tuttavia non passarono poche ore che la lava ricominciò il suo rovinoso cammino, distruggendo poche case coloniche e qualche palazzo, raggiunse la parrocchia di Sant'Anna, la circondò, ne invase la cripta, valicò, anche se per pochi metri, il vestibolo d'ingresso, continuò poi verso Torre Annunziata e si arrestò alle porte della città. Nonostante ciò il resto di Boscotrecase era praticamente illeso, la Serao descrive il quartiere Annunziatella (dove risiedeva la maggior parte della popolazione) come se niente fosse accaduto. Il 15 aprile, giorno di Pasqua, un'altra processione di Sant'Anna sfilò per le strade del paese: il pericolo era cessato. I morti furono ufficialmente 3. Inoltre per ringraziare gli uomini dell'VIII Reggimento Fanteria, che erano venuti in soccorso alla popolazione, venne intitolata loro una strada nel quartiere Oratorio.

### Storia recente
Negli anni che seguirono, furono sgomberate le strade dalla lava, e la vita riprese la normalità.
L'8 novembre del 1913 venne consacrata la chiesa di San Francesco d'Assisi nei pressi di piazza Sant'Anna e quella di San Francesco di Sales (fondata nel 1835 ed eretta a parrocchia nel 1916) a Casavitelli dal Cardinal Giuseppe Antonio Ermenegildo Prisco. Dopo la prima guerra mondiale, il 16 novembre del 1924 viene inaugurato il monumento al Milite ignoto in piazza Annunziatella. Nel 1935 viene eretta a parrocchia la cappella della santissima Addolorata, mentre, l'anno successivo, viene inaugurata la scuola elementare.
In epoca fascista, con decreto legge del 29 marzo 1928, Boscotrecase e Boscoreale vennero annesse al comune di Torre Annunziata. Le due cittadine riacquisteranno l'autonomia il 15 marzo del 1946, il primo sindaco fu Nicola Ricciardi.
Nel 1968 viene consacrata la nuova parrocchia della santissima Addolorata e, nel 1972, la nuova chiesa di San Francesco di Sales a Casavitelli che sostituì la vecchia chiesa che, ormai chiusa al pubblico dal 1962, crollò il 21 febbraio del 1974 in seguito a un temporale.
Nel 1973 viene inaugurato il nuovo palazzo municipale, nel 1990 la Biblioteca Francesca nella chiesa di San Francesco d'Assisi, nel 2008 viene riaperta la Strada Matrone (chiusa dagli anni ottanta), e, nel 2010, la nuova stazione della Circumvesuviana.

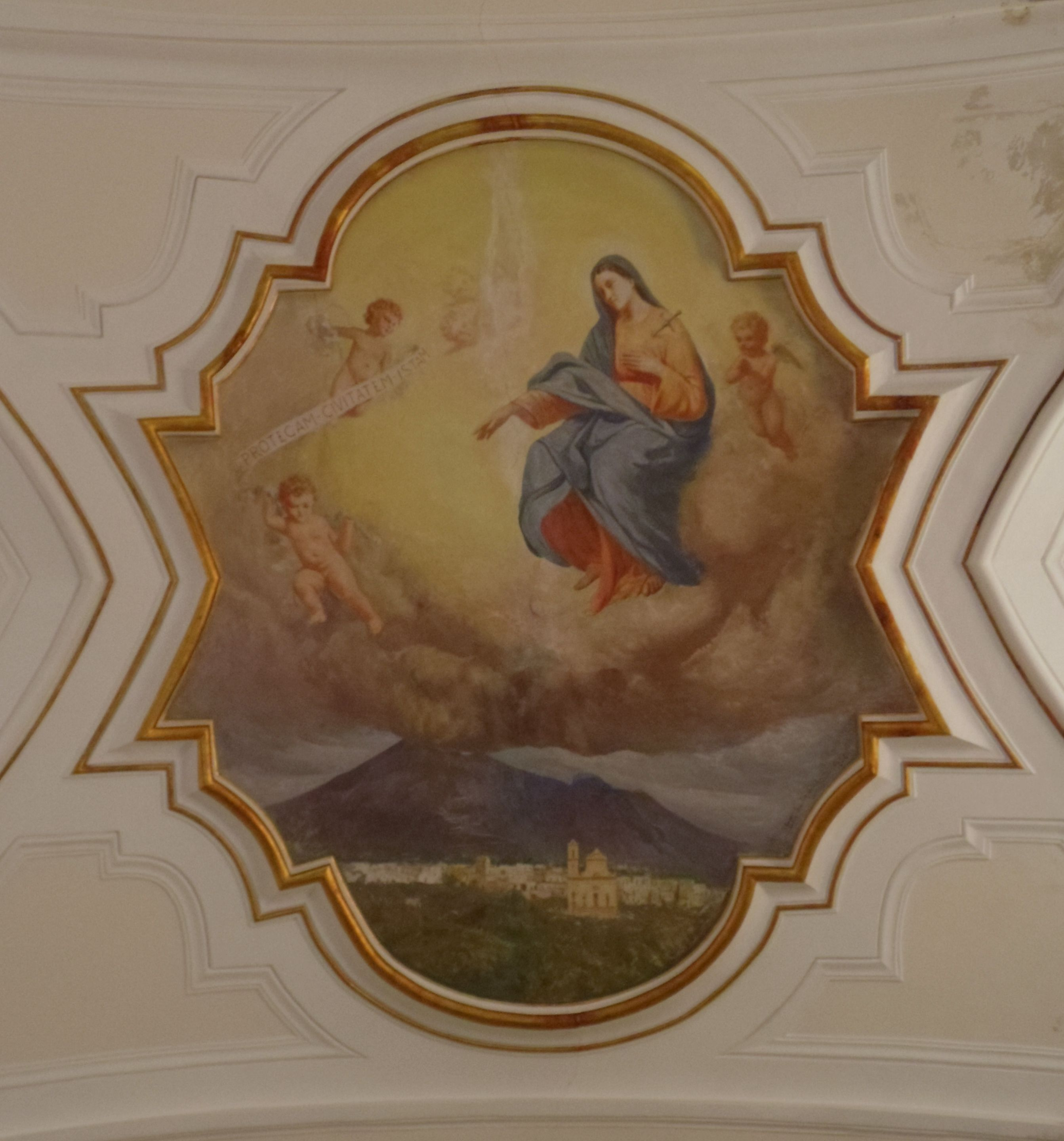
La Madonna Addolorata che protegge Boscotrecase delle ceneri del Vesuvio (affresco della Chiesa dell'Ave Gratia Plena)

## Monumenti e luoghi d'interesse

### Architetture religiose

#### Chiese
- Chiesa dell'Ave Gratia Plena (detta anche L'Annunziatella)
- Chiesa di Sant'Anna
- Cappella palatina di San Gennaro
- Congrega dell'Immacolata Concezione
- Chiesa di San Francesco d'Assisi (1913)
- Chiesa di San Francesco di Sales (Fondata nel 1835, eretta a parrocchia nel 1916, chiusa al culto nel 1962, crollò nel 1974)
- Chiesa della santissima Addolorata
- Nuova chiesa di San Francesco di Sales

#### Chiese di altri culti

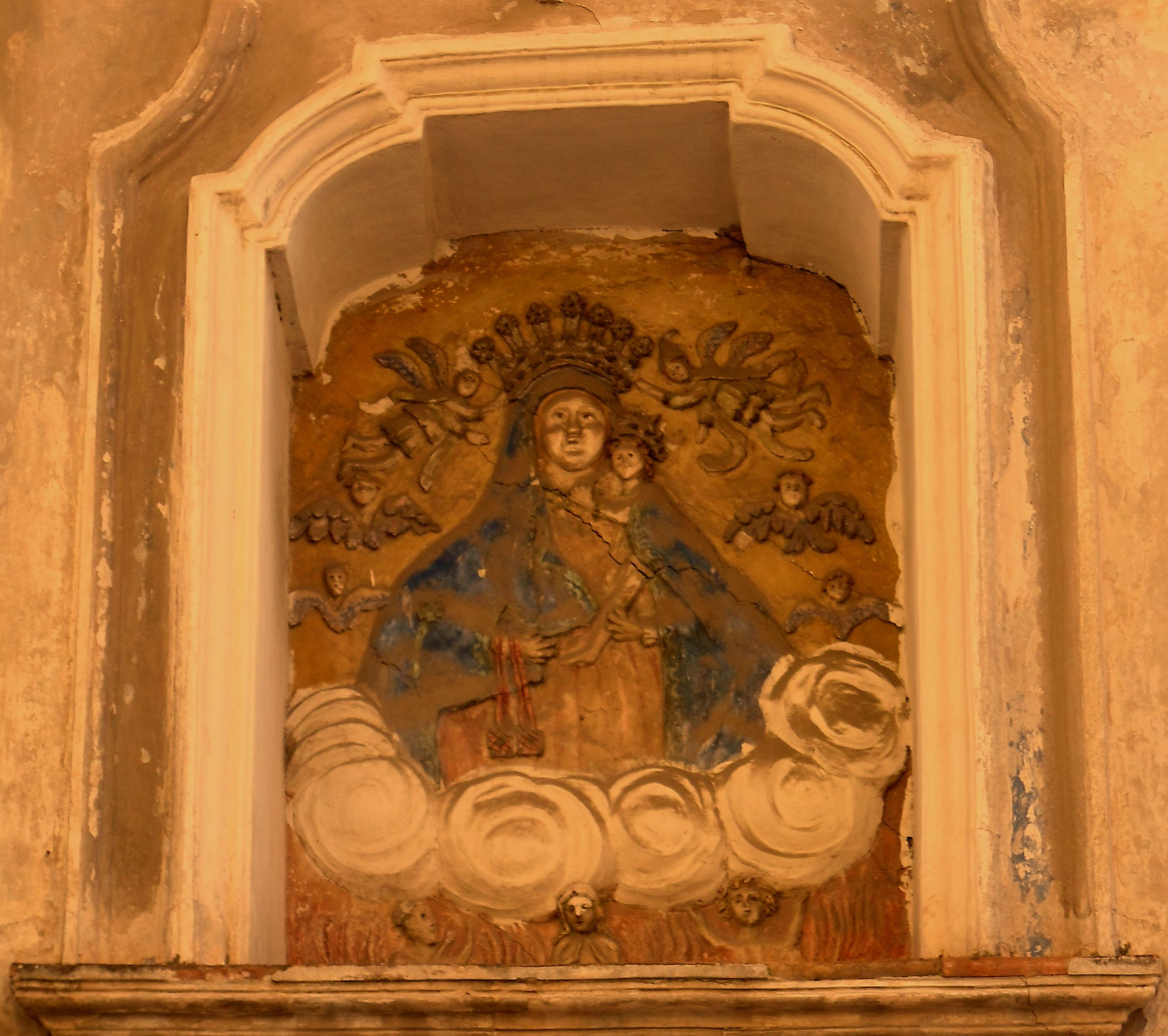
Un'edicola della Madonna del Carmine

- Chiesa Evangelica Luterana (Via Matteotti)

#### Edicole
Numerose sono le edicole votive presenti lungo le strade del paese. La maggior parte sono presenti all'uscio delle abitazioni, ai lati dei balconi, o nelle scale dei portoni. Le più antiche (e più numerose) sono immagini sacre dipinte su maioliche, le più recenti sono invece semplici affreschi o altorilievi.
Alcune di queste vennero costruite in memoria di qualche evento:
- Edicola del crocifisso in memoria di una Santa Missione (1871, Piazza Annunziatella)
- Edicola che ricorda una missione dei Padri Gesuiti del 1924 (Via Salvo D'Acquisto)

### Architetture civili
- Palazzo Amoruso (via Annunziatella, n. 140)
- Palazzo Aversa
- Palazzo Balzano
- Palazzo Carotenuto
- Palazzo Casella
- Palazzo Andrea Collaro (Sede dell'ex Municipio)
- Palazzo d'Amaro
- Palazzo Federico
- Palazzo Mangiola
- Palazzo Monticelli
- Villa Pelosio
- Palazzo Raiola (via Carlo Alberto, n. 11)
- Palazzo Rendina (via Carlo Alberto, n. 10)
- Villa Rota
- Villa Siena
- Palazzo Tedesco

### Architetture militari
- Torre di guardia del XIV secolo (Torretta)

### Siti archeologici
- Scavi archeologici dell'agro pompeiano
- Villa di Agrippa Postumo

### Monumenti
- Monumento ai Caduti della prima guerra mondiale (1924, Piazza Annunziatella, chiamato dal popolo 'O surdato)
- Monumento commemorativo del centenario dell'eruzione del 1906

#### Lapidi
- Lapide dei caduti della seconda guerra mondiale
- Lapide di Salvo D'Acquisto
- Lapide del Cardinal Prisco

## Società

### Evoluzione demografica
Abitanti censiti

Nel 1980 con il distacco della frazione Trecase, divenuta comune autonomo, Boscotrecase ha perduto quasi la metà degli abitanti nonché quasi la metà del territorio comunale.

### Etnie e minoranze straniere
Secondo i dati ISTAT al 31 dicembre 2018 i cittadini stranieri residenti a Boscotrecase erano 289, corrispondenti al 2,8% della popolazione. Le nazionalità maggiormente rappresentate erano:
1. Ucraina, 137 1,3%;
2. Romania, 32 0,3%;
3. Bulgaria 20 0,1%;
4. Polonia 17 0,1%.

### Tradizioni e leggende
Nell'area boschese vengono narrate diverse leggende, la più famosa, probabilmente, è quella che riguarda la statua di Sant'Anna. La prima conferma della presenza della statua in chiesa è data dagli scritti della visita pastorale del cardinale Francesco Pignatelli alla parrocchia nel 1730. Uno dei primi parroci della chiesa commissionò la statua ad un artigiano, promettendogli al più presto un modello a cui ispirarsi. Di lì a pochi giorni, si presentò alla bottega dell'artigiano un'anziana signora dal nobile aspetto con in braccio una bambina. La donna si presentò all'artista in qualità di modello per la statua che il parroco gli aveva promesso. In seguito il parroco con grande stupore notò che la statua era già stata scolpita a sua insaputa. La credenza vuole che l'anziana signora sia la Santa stessa.
Un'altra leggenda riguarda sempre Sant'Anna. Una nobile boschese si ammalò gravemente e, dall'inizio della sua malattia, vedeva ogni pomeriggio nel suo giardino un'anziana donna passeggiare in compagnia di una bambina. Notata la frequenza del fatto, la nobile donna un giorno andò in giardino ad incontrare la strana signora, questa non le rivelò la sua identità, ma le promise la sua guarigione.
Nel Settecento un contadino si ubriacava di Lacryma Christi, con il pretesto di asciugare le lacrime di Cristo, quindi per lui non era stato d'ebbrezza, bensì estasi. Il parroco allora decise di farlo ubriacare con un altro tipo di vino. Il contadino, vedendo che gli effetti erano gli stessi, diventò astemio e donò tutto il suo vino alla chiesa di Sant'Anna.
Fino agli anni cinquanta, a seguito delle Quarantore, si svolgeva una grande processione in onore del santissimo Sacramento chiamata "'A jatt 'ncopp 'o stennard" ('La gatta sullo stendardo'). In occasione di questa festa i membri di diverse confraternite sfilavano per le strade del paese con alti stendardi. Si dice che, un anno, un gatto sia saltato dal davanzale della finestra di una casa e si sia arrampicato su uno di questi stendardi, il fatto provocò subito lo stupore e il divertimento del popolo.

### Istituzioni, enti e associazioni
Ospedale Sant'Anna e Maria Santissima della Neve

## Cultura

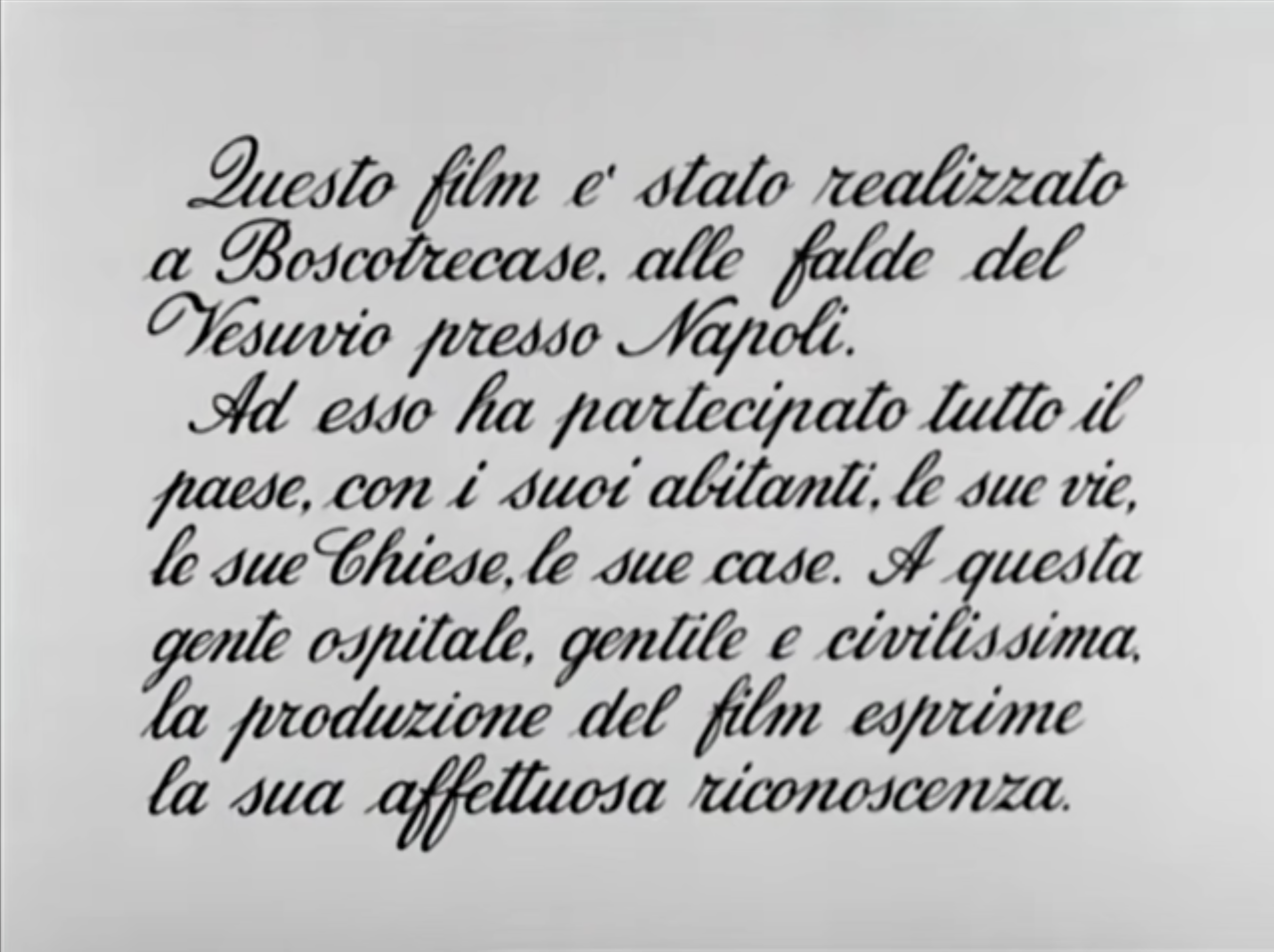
Due soldi di speranza (1952): il ringraziamento della regia nei titoli di testa.

### Scuole pubbliche
- Scuola dell'infanzia-scuola primaria Papa Giovanni Paolo II
- Scuola media statale Cardinal Prisco

### Biblioteche
- Biblioteca Comunale Pino Grizzuti
- Biblioteca Francescana, presso la chiesa di San Francesco d'Assisi.

### Stampa
- Il Gazzettino Vesuviano (1971)

### Teatri
Teatro parrocchiale Mons. Giuseppe Foglia

### Cinema
Nel 1952 nel paese viene girato un famoso film: Due soldi di speranza. Durante le riprese il paese prende il nome di Cusano. Al film partecipò l'intera popolazione, nelle scene vengono riprese le strade del centro storico, la chiesa dell'Annunziatella, l'ex stazione e le campagne a monte del paese.

### Arte
Gli affreschi ritrovati nella Villa di Agrippa Postumo sono esposti al Museo archeologico nazionale di Napoli e al Metropolitan Museum of Art di New York. Altri oggetti, rinvenuti nelle altre aree di scavo, sono conservati ai Musei della Reggia di Portici.
Il paese presenta uno dei centri storici più caratteristici e meglio conservati del Vesuviano.
Due tele del 1749 del pittore napoletano Nicola Cacciapuoti sono conservate nella sacrestia della chiesa dell'Ave Gratia Plena.
Case coloniche, campagne e panorami del paese furono raffigurati da Alberto Chiancone nei suoi dipinti.

## Geografia antropica

### Quartieri
Sin dall'inizio dell'urbanizzazione della Silva mala, il territorio si suddivideva in diversi quartieri:
- Annunziatella: prende il nome da una piccola cappella dedicata all'Annunciazione esistente già dai primi anni del XVII secolo. È ancora il centro del cittadina, ospita gli quasi tutti gli edifici pubblici e parte delle attività commerciali.
- Oratorio: prende il nome da un oratorio dedicato alla Natività della Beata Vergine Maria la cui prima notizia risale al 1628. La chiesa è tuttora esistente sotto il titolo di Immacolata Concezione.
- Torretta: prende il nome dalla torre di guardia (XIV secolo). Il quartiere è stato popolato a partire dal secondo dopoguerra e per questo è il più moderno della cittadina.
- Casavitelli: a monte del paese, distaccato dal centro, prende il nome dalla famiglia Vitelli, proprietaria di grandi terreni in cui è nato il piccolo centro abitato intorno alla Cappella gentilizia dedicata a San Gennaro (1754).

## Economia
Le principali attività economiche localizzate nell'area riguardano l'agricoltura, la produzione di vino e le trasformazioni alimentari (prevalentemente a carattere artigianale). Diverse aziende vinicole producono il celebre Lacryma Christi. Molto importante è la lavorazione artistica della pietra lavica e la produzione artigianale di botti. Quest'ultima sta vivendo un periodo di crisi che ha portato alla chiusura di alcune fabbriche. Al giorno d'oggi il settore più avanzato è quello alberghiero: numerosissimi sono i ristoranti e gli hotel a monte del paese.

## Infrastrutture e trasporti
Il comune è servito dalla stazione di Boscotrecase, aperta nel 2009 e situata in posizione diversa dalla precedente, sulla ferrovia Napoli-Pompei-Poggiomarino della Circumvesuviana. Inoltre, il centro abitato è situato a circa 2 km dall'uscita Torre Annunziata sud-Boscoreale dell'autostrada A3 Napoli - Salerno.

## Amministrazione
Di seguito è presentata una tabella relativa alle amministrazioni che si sono succedute in questo comune.
| Periodo          | Periodo          | Primo cittadino     | Partito                     | Carica                    | Note  |
| ---------------- | ---------------- | ------------------- | --------------------------- | ------------------------- | ----- |
| 1866             | 1870             | Prospero Sorrentino |                             | Sindaco                   | [ 8 ] |
| 1870             | 1874             | Prospero Sorrentino |                             | Sindaco                   | [ 8 ] |
| 13 dicembre 1988 | 28 novembre 1989 | Luigi Gianfrancesco | Democrazia Cristiana        | Sindaco                   | [ 9 ] |
| 28 novembre 1989 | 27 luglio 1990   | Mario De Paola      |                             | Commissario prefettizio   | [ 9 ] |
| 27 luglio 1990   | 10 marzo 1993    | Vincenzo Bandino    | Partito Socialista Italiano | Sindaco                   | [ 9 ] |
| 24 marzo 1993    | 12 agosto 1993   | Nunziato Manzo      | Partito Socialista Italiano | Sindaco                   | [ 9 ] |
| 12 giugno 1993   | 16 agosto 1993   | Bruno Pettinato     |                             | Commissario prefettizio   | [ 9 ] |
| 16 agosto 1993   | 22 novembre 1993 | Bruno Pettinato     |                             | Commissario straordinario | [ 9 ] |
| 22 novembre 1993 | 17 novembre 1997 | Agnese Borrelli     | Indipendente                | Sindaco                   | [ 9 ] |
| 17 novembre 1997 | 11 aprile 2002   | Agnese Borrelli     | L'Ulivo                     | Sindaco                   | [ 9 ] |
| 11 aprile 2002   | 7 maggio 2002    | Fiora Fasano        |                             | Commissario prefettizio   | [ 9 ] |
| 7 maggio 2002    | 28 maggio 2002   | Fiora Fasano        |                             | Commissario straordinario | [ 9 ] |
| 28 maggio 2002   | 29 maggio 2007   | Nunziato Manzo      |                             | Sindaco                   | [ 9 ] |
| 29 maggio 2007   | 8 maggio 2012    | Agnese Borrelli     |                             | Sindaco                   | [ 9 ] |
| 8 maggio 2012    | 24 febbraio 2016 | Agnese Borrelli     | Insieme                     | Sindaco                   | [ 9 ] |
| 24 febbraio 2016 | 24 febbraio 2016 | Rose Maria Machinè  |                             | Commissario prefettizio   | [ 9 ] |
| 24 febbraio 2016 | 27 giugno 2016   | Rose Maria Machinè  |                             | Commissario straordinario | [ 9 ] |
| 27 giugno 2016   | 5 ottobre 2021   | Pietro Carotenuto   | Boscotrecase libera         | Sindaco                   | [ 9 ] |
| 5 ottobre 2021   | "in carica"      | Pietro Carotenuto   | Boscotrecase libera         | Sindaco                   | [ 9 ] |

## Sport

### Calcio
La squadra del paese è l'Associazione Sportiva Dilettantistica Boscotrecase, che milita in seconda Categoria girone G 2024/2025

### Impianti sportivi
Campo sportivo comunale, circondato dalla pista d'atletica, dove avvengono le partite di rugby e le partite di calcio. Ha ospitato gli allenamenti delle nazionali seven maschili e femminili durante la XXX Universiade del 2019 di Napoli.